# Court Tomb von Moyad

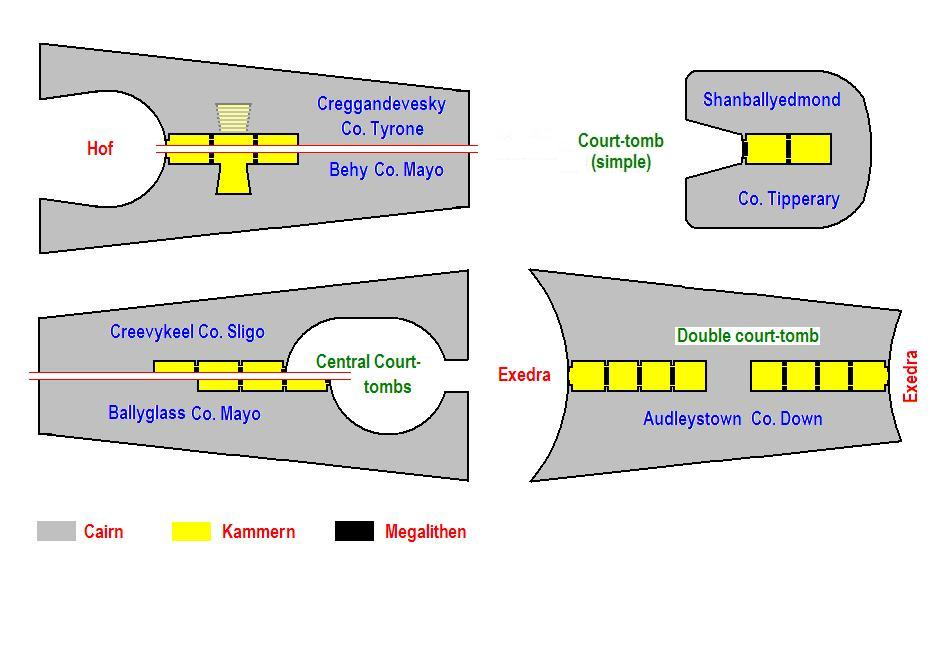
Verschiedene Formen von Court Tombs

Das Court Tomb von Moyad (lokal als Rush’s Cove bekannt) liegt im gleichnamigen Townland (irisch Magh Fhada) nördlich von Kilkeel im County Down in Nordirland. 
Court Tombs gehören zu den megalithischen Kammergräbern (englisch chambered tombs) in Irland und Großbritannien. Sie werden mit etwa 600 Exemplaren überwiegend in Ulster im Norden der Republik Irland beziehungsweise in Nordirland gefunden.
Die Reste dieses Nord-Süd orientierten Court Tombs bestehen vornehmlich aus der in drei Kammern unterteilten Galerie. Die Galerie ist etwa 9,5 m lang und 2,0 m breit. Die nördlichste Kammer ist kleiner als die anderen beiden. Die Galerie besteht aus Granitblöcken, von denen viele vor dem Bau gespalten wurden. Diese Steine sind deutlich in den Seitenwänden der Kammern zu erkennen, wo die Teilungsflächen nach innen weisen. Säulenpaare unterteilen die Galerie. Eine Feldmauer nahe dem Südende verdeckt die Reste eines Vorhofs. Das Court Tomb liegt in einem kleinen Dornenbusch und viele Felsblöcke liegen östlich der Galerie.
Das Court Tomb von Dunnaman liegt westlich und das Portal Tomb von Kilkeel in Kilkeel.